# Нарбърт
Вижте пояснителната страница за други значения на Нарбърт.
На̀рбърт (на английски: Narberth; на уелски: Arberth, А̀рберт) е малък град в Югозападен Уелс, графство Пембрукшър. Разположен е на около 150 km на северозапад от столицата Кардиф и на около 20 km на изток от административния център на графството Хавърфордуест. Има жп гара. Населението му е 2150 жители според данни от преброяването през 2001 г.

## Побратимени градове
- Лъдлоу, Англия